# Franco Bassanini
Franco Bassanini (ur. 9 maja 1940 w Mediolanie) – włoski polityk, prawnik i nauczyciel akademicki, parlamentarzysta, w latach 1996–1998 i 1999–2001 minister.

## Życiorys
Z wykształcenia prawnik, od 1965 do 2001 pracował jako nauczyciel akademicki na uczelniach m.in. w Mediolanie i Rzymie. Publikował prace książkowe z zakresu prawa konstytucyjnego, europejskiego i administracyjnego.
Był działaczem Włoskiej Partii Socjalistycznej, z której w 1981 odszedł, podejmując współpracę polityczną z Włoską Partią Komunistyczną. Na początku lat 90., po rozpadzie tego ugrupowania, dołączył do Demokratycznej Partii Lewicy, z którą następnie współtworzył Demokratów Lewicy. W 1979 po raz pierwszy uzyskał mandat posła do Izby Deputowanych, w niższej izbie włoskiego parlamentu zasiadał do 1996 jako poseł VIII, IX, X, XI i XII kadencji. Następnie do 2006 wchodził w skład Senatu XIII i XIV kadencji.
Od 17 maja 1996 do 21 października 1998 sprawował urząd ministra ds. administracji publicznej i stosunków regionalnych w rządzie Romana Prodiego. W kolejnym gabinecie, którym kierował Massimo D’Alema, pełnił funkcję sekretarza rządu w randze podsekretarza stanu. Od 22 grudnia 1999 do 11 czerwca 2001 był ministrem ds. administracji publicznej w dwóch następnych rządach (Massima D’Alemy i Giuliana Amato).
W 2001 założył think tank Astrid, od tegoż roku do 2005 był członkiem zarządu francuskiej École nationale d’administration. W latach 2008–2015 zajmował stanowisko prezesa włoskiego banku inwestycyjnego Cassa Depositi e Prestiti. Wstąpił do powstałej w 2007 Partii Demokratycznej, został specjalnym doradcą premiera Mattea Renziego.
Odznaczony Orderem Zasługi Republiki Włoskiej I klasy (2015). Od 1996 mąż Lindy Lanzillotty.